# Rogelio Pacquiao
Rogelio Dapidran Pacquiao, detto Ruel (Glan, 17 giugno 1982), è un politico filippino.

## Biografia
Ultimogenito dei quattro figli di Rosalio Pacquiao (1957) e Dionesia Dapridran (1949), e quindi fratello minore di Manny e Bobby, nacque nel barangay Tango, situato nella municipalità di Glan. Il fratellastro Domingo Silvestre e la sorellastra Liza Silvestre-Onding sono invece nati dalla relazione di Dionesia con il primo marito.
Cresciuto in un contesto di povertà, i suoi genitori si separarono quando lui aveva solo due anni. Trascorse la sua infanzia a General Santos, dove il padre si era trasferito alla ricerca di maggiori opportunità lavorative, terminando lì la propria istruzione primaria e secondaria. Frequentò quindi la prestigiosa Ramon Magsaysay Memorial Colleges (RMMC), istituto d'istruzione fondato nel 1957 in onore dell'omonimo presidente morto in quello stesso anno in un tragico incidente aereo, laureandosi in pianificazione fiscale e doganale, e infine la Southwestern University (PHINMA) di Cebu.
Dopo una breve carriera da promotore di pugilato nel 2007, quello stesso anno entrò nel mondo della politica come capo barangay del quartiere di Apopong, nella città di General Santos. Nel 2016 si candidò con successo alla Camera dei rappresentanti delle Filippine per il distretto legislativo di Sarangani, andando a sostituire il fratello Manny che nel frattempo aveva fatto il proprio ingresso nel Senato. Già membro del People's Champ Movement (partito locale fondato da Manny Pacquiao), a seguito dell'elezione a Presidente del Sindaco populista Rodrigo Duterte, entrò a far parte della super maggioranza del Congresso aderendo al PDP-Laban. 
Durante il proprio mandato si è distinto per il suo impegno in difesa dell'ambiente, in particolare nella sua regione natia di Mindanao ricca di flora e fauna. Alle elezioni parlamentari del 2019 si è riconfermato per un secondo mandato sconfiggendo nettamente Jacob Arroyo (182 491 voti, contro i 9 279 dell'avversario).

### Vita personale
È sposato con Jobelle Reyes, con la quale ha cinque figli.